# Cnephora ambusta
Cnephora ambusta là một loài bướm đêm trong họ Geometridae.